# 뉴스브리핑 (SBS 러브FM)
《고현준의 뉴스브리핑》은 SBS 러브FM(수도권 기준 FM 103.5MHz, 부산 105.7MHz)에서 월~토요일 아침 6시 5분부터 아침 7시까지 방송되는 SBS 러브FM의 시사 프로그램이다. 공휴일에도 방송된다.

## 기획 의도 / 개요
- 당일의 시사 현안과 새벽에 발행된 조간신문의 단독 기사를 요약해 전달하는 프로그램이다. 현장 육성을 가미해 입체성을 높이는 것이 특징이다.
- 이 방송은 KNN 러브FM을 통해서도 부산, 경남 지역에도 송출되고 있고, 유튜브 라이브, 팟캐스트 "고현준의 뉴스브리핑"이라는 같은 제목으로 다시 들을 수 있다.
- 원래는 "시사전망대"의 코너였으나, 반응이 가장 좋아 2017년 9월 1일부터 라디오 가을 개편으로 "시사전망대"와 분리되어 방송 중이다.

## 구성
- 데일리 코너(매일)는 [뉴스前]과 [뉴스브리핑], [투데이스케쥴]로 구성된다. 요일별코너는 [스포츠브리핑], [그럴법도하지], [고고뉴스], [지구촌TMI], [박스오피스브리핑]으로 구성된다.
- [뉴스前]은 본격적인 뉴스브리핑 전에, 조간신문 헤드라인과 밤사이 인터넷에서 화제였던 뉴스토픽을 전달한다. 패널로는 '한국인사이트연구소'의 전민기 팀장(전 tbs아나운서)이 고정출연한다.
- [뉴스브리핑]은 프로그램의 핵심이 되는 코너다. 정치/사회/경제 등을 총망라하여 굵직한 뉴스를 브리핑한다. 패널로는 '경향신문'의 박순봉 기자가 출연한다.
- 월요일 코너 [스포츠브리핑]는 한주간 스포츠 뉴스를 소개하며 패널로는 중앙일보 스포츠부 박소영기자가 출연한다.
- 화요일 코너 [그럴법도하지]는 화제가 되는 사건을 법적으로 해석해주거나 흥미로운 판례를 소개하며, 패널로는 신민영 변호사가 출연한다.
- 수요일 코너 [고고뉴스]는 고르고 고른 뉴스의 준말로, 메인 뉴스와 인터넷 검색어 사이의 숨겨진 뉴스를 소개하며 패널로는 서울신문 손지은 기자가 출연한다.
- 수요일 코너 [산지직송 증시뉴스]는 국내외 증시와 연관된 이슈를 소개하며, 패널로는 국제경제 전문매체 뉴스포터 신혜리 기자가 출연한다.
- 목요일 코너 [지구촌TMI]는 해외의 주요소식을 소개하며, 패널로는 썬킴 사이버한국외대 교수가 출연한다.
- 금요일 코너 [경제브리핑]은 해당기간 화제인 경제정책이나 경제이슈를 쉬운 말로 설명하며, 패널로는 중앙일보 고란 기자가 출연한다.
- 클로징 코너 [투데이스케쥴]은 오늘의 인물, 장소, 이슈를 미리 만나본다.

## 역대 방송시간
| 방송 채널  | 방송 기간                       | 방송 시간                       |
| ---------- | ------------------------------- | ------------------------------- |
| SBS 러브FM | 2017년 9월 1일 ~ 2018년 9월 8일 | 월~토요일 아침 6:20 ~ 아침 7:00 |
| SBS 러브FM | 2018년 9월 10일 ~ 현재          | 월~토요일 아침 6:05 ~ 아침 7:00 |

## 역대 진행자
- 1대 : 김용민 시사평론가 (2017년 9월 1일 ~ 2018년 3월 3일)
- 2대 : 고현준 시사평론가 (2018년 3월 5일 ~ 현재)

## 같이 보기
관련 항목
- 뉴스
- 시사
- 정치

방송 프로그램
- 오늘 아침 1라디오 (KBS 제1라디오)
- 아침 & 뉴스 류수민입니다 (MBC 표준FM)
- SBS 정치쇼 (SBS 러브FM)
- 김현정의 뉴스쇼 (CBS 표준FM)